# Parafia Matki Bożej Królowej Polski w Scarborough
Parafia Matki Bożej Królowej Polski w Scarborough (ang. Our Lady Queen of Poland Parish) – parafia rzymskokatolicka położona w Scarborough, w prowincji Ontario, Kanada.
Jest ona parafią wieloetniczną w archidiecezji Toronto, z mszą św. w j. polskim dla polskich imigrantów zamieszkałych w okolicach Scarborough, East York, Pickering i Ajax.
Ustanowiona w 1983 roku. Parafia została dedykowana Matce Bożej Królowej Polski.

## Historia parafii
W związku z napływem tzw. posolidarnościowej, fali polskich imigrantów, 18 października 1983 roku, kardynał Gerald Emmett Carter erygował Polską Misję Pastoralną Matki Bożej Królowej Polski. Pierwszym duszpasterzem misji został ks. Zbigniew Olbryś TChr.

### Duszpasterze
- ks. Zbigniew Olbryś, TChr (1983–1989)
- ks. Jan Rudzewicz, TChr (1989–1992)
- ks. Stanisław Kuczaik, TChr (1992–2001)
- ks. Stanisław Rakiej, TChr (2001–2010)
- ks. Adam Bobola, TChr (2010–2019)
- ks. Waldemar Matusiak, TChr (od 2019)

## Grupy parafialne
- Rycerze Kolumba
- Kółko Różańca Świętego
- Ruch Rodzin Nazaretańskich
- Kościół Domowy
- Krucjata Wyzwolenia Człowieka
- Kręgi Matki Bożej
- Godziny Miłosierdzia Bożego
- Wspólnota Misyjna

## Nabożeństwa w j. polskim
- Pierwsze piątki – 9:00 ; 19:00 następnie Adoracja NS do godz. 21:00
- Sobota – 19:00
- Niedziela – 8:30; 10:30; 12:30; 19:30;